# Pieve Ligure

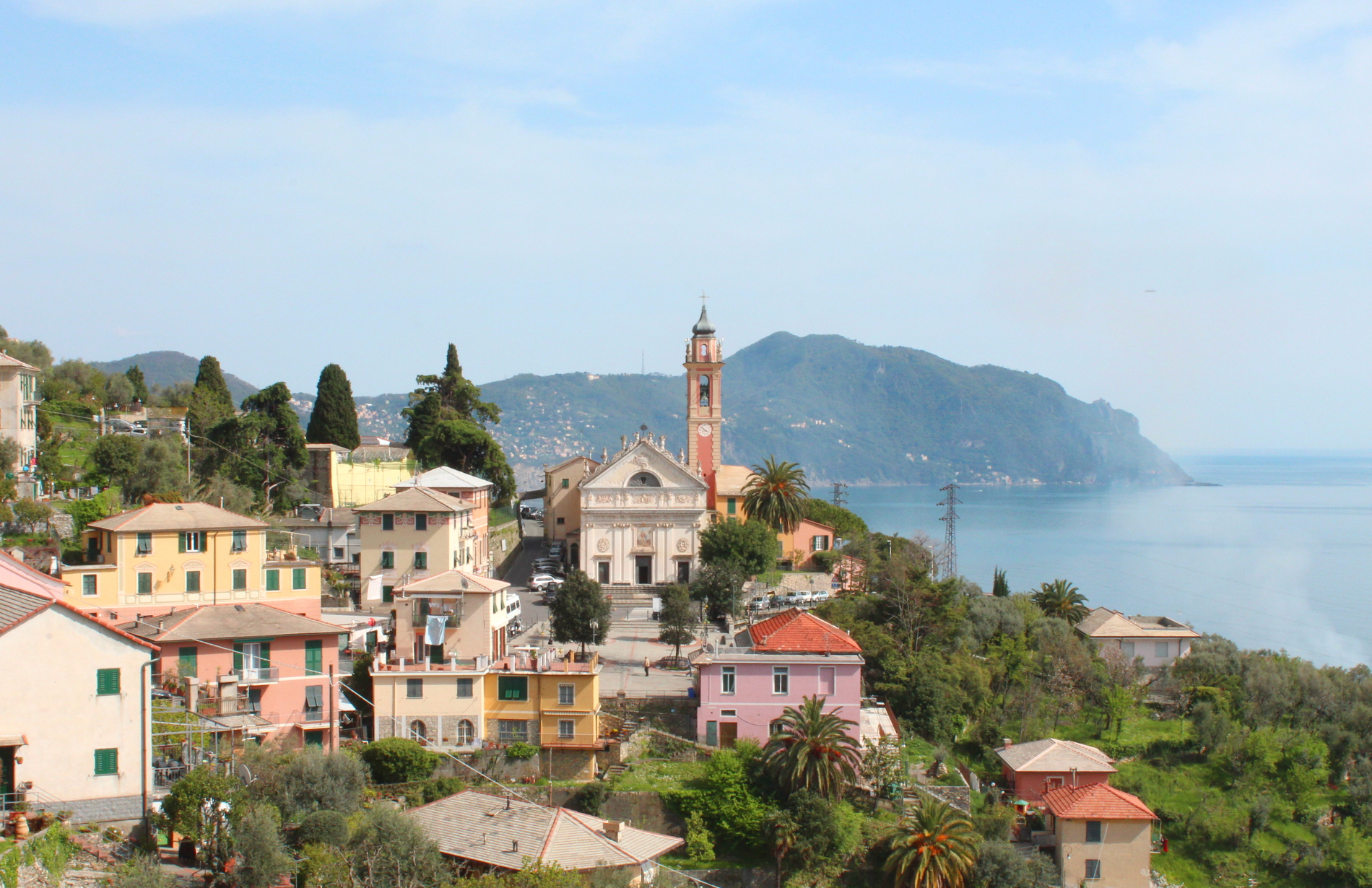
Vista de Pieve Ligure

Pieve Ligure es una localidad y comune italiana de la provincia de Génova, región de Liguria, con 2.502 habitantes.

## Evolución demográfica
| Gráfica de evolución demográfica de Pieve Ligure entre 1861 y 2008 |
|                                                                    |
| Fuente ISTAT - elaboración gráfica de Wikipedia                    |